# فلورا باركر ديهافن
فلورا باركر ديهافن (بالإنجليزية: Flora Parker DeHaven)‏ هي ممثلة أمريكية، ولدت في 1 سبتمبر 1883 في بيرث أمبوي في الولايات المتحدة، وتوفيت في 9 سبتمبر 1950 في هوليوود في الولايات المتحدة بسبب مرض.

## وصلات خارجية
- فلورا باركر ديهافن على موقع IMDb (الإنجليزية)
- فلورا باركر ديهافن على موقع أول موفي (الإنجليزية)
- فلورا باركر ديهافن على موقع قاعدة بيانات برودواي على الإنترنت (الإنجليزية)
- فلورا باركر ديهافن على موقع قاعدة بيانات برودواي على الإنترنت (الإنجليزية)
- فلورا باركر ديهافن على موقع كينوبويسك (الروسية)